# Horst Peter
Horst Peter (n. 24 aprilie 1946, Leipzig, Zona de ocupație sovietică) este un voleibalist ce a reprezentat Republica Democrată Germană, medaliat olimpic. A participat la 2 ediții ale Jocurilor Olimpice (1968, 1972) în care a câștigat o medalie de argint.